# アキレス・プリースター
アキレス・プリースター（Aquiles Priester、1971年6月25日 - ）は、ブラジルのドラマー、ミュージシャン。ブラジルのヘヴィメタル・バンド、ハンガー (Hangar)のドラマーで、元アングラのドラマーとしても知られる。

## 来歴
1971年6月25日、南西アフリカ・オウチョ（現在はナミビア・クネネ州に属する町）で生まれる。4歳のときにテレビでジャズのアンサンブルの演奏を見たのが音楽に初めて触れた経験だという。
1977年にブラジルに移住し、1985年頃まではサッカーに熱中していたが、同年の『ロック・イン・リオ』フェスティバルを見てドラマーになることを決意。空き缶などをたたき始めて、後にドラムセットをそろえる。当時から大きく影響を受けたドラマーは「アイアン・メイデン」のニコ・マクブレインだという。地元のトロピカル・バンド、スタイロ・リブレと言ったバンドで活動をしていくうちに、メタル界隈でブラジル全土で活躍するようになり、2000年にメンバーの脱退劇があった「アングラ」のオーディションを受け、加入。3枚のアルバムを残した後、バンドメンバーとの対立や、ハンガーでの活動に専念したいと言う本人の意思もあり2009年に脱退。
2010年10月、マイク・ポートノイの脱退に伴い行われた「ドリーム・シアター」の新ドラマーのオーディションの呼びかけに応じ参加。マイク・マンジーニ、マルコ・ミンネマン、ピーター・ウィルドア、ヴァージル・ドナティ、デレク・ロッディ、トーマス・ラングといった世界屈指のドラマー陣と競ったが、結局マンジーニが後任ドラマーとして加入するはこびとなった。当時アキレスはツアー中で、いくつかのライブをキャンセルしてまで準備に取り掛かったが、アメリカに入国するためのビザ取得の際にトラブルに見舞われ、ジョン・ペトルーシ曰く「もう少しでここにたどり着けないところだった」という。
2014年9月9日、「プライマル・フィア」の公式サイトにて、アキレスの加入が発表された。しかし、2015年6月、「スケジュール面での調整と地理的な問題からバンドメンバーとしてやっていくのが難しいと判断した」との理由で脱退が発表された。
2017年からは、米国のヘヴィメタル・バンド「W.A.S.P.」の一員として活動。

## 音楽性
速いテンポでもぶれることのない、機械のように正確なドラミングが特徴。その一方でドラムソロ等ではラテン音楽・ブラジル音楽の影響も垣間見える。
ドラムセットはいかにもテクニカル・メタルドラマーらしい、ラックで組んだ2バスの巨大なセットで、左右に全く同じライドシンバルが配置してあるのがポイントとなっている。セットは年々少しずつ巨大化しており、2008年ごろからはシンバルが上からつるす形となった。
メーカーはMapex、シンバルはPaisteを使用。両メーカーとエンドース契約をしている。他にはDWペダルやPro-Markスティック等を使用。
ブラジルの音楽雑誌（Roadie Crew誌）の読者投票では10年連続でブラジル国内の最優秀ヘヴィメタル・ドラマーに選出されており、名実ともにブラジルのメタル界を代表するドラマーである。

## ディスコグラフィ

### アングラ
- 『リバース』 - Rebirth (2001年)
- 『ハンターズ・アンド・プレイ』 - Hunters and Prey (2002年)
- 『リバース・ワールド・ツアー - ライヴ・イン・サン・パウロ』 - Rebirth World Tour • Live In São Paulo (2003年)
- 『テンプル・オブ・シャドウズ』 - Temple of Shadows (2004年)
- 『オーロラ・コンサルジェンス』 - Aurora Consurgens (2006年)

### ハンガー
- Last Time (1999年)
- Inside Your Soul (2001年)
- 『ザ・リーズン・オヴ・ユア・コンヴィクション』 - The Reason of Your Conviction (2007年)
- Last Time Was Just the Beginning (2008年)
- 『インファリブル』 - Infallible (2009年)
- Acoustic, but Plugged In! (2011年)
- The best of 15 years: Based on a true history (2014年)
- 『ストロンガー・ザン・エヴァー』 - Stronger Than Ever (2016年)
- Live in Brusque/SC Brazil (DVD) (2016年)

### Noturnall
- Noturnall (2014年)
- First Night Live (2014年)
- Back to Fuck You Up (2015年)
- 9 (2017年)

### ディアノ
- Nomad (2000年)

### フリーキーズ
- Freakeys (2006年)

### Serj Buss
- Liquid Piece of Me (2007年)

### House Of Bones
- House Of Bones EP(2012年)

### About 2 Crash
- About 2 Crash EP (2015年) ※デジタル配信のみ

### トニー・マカパイン
- Concrete Gardens (2015年)

### エドゥ・ファラスキ
- 『ザ・グローリー・オブ・ザ・セイクレッド・トゥルース』 - The Glory of the Sacred Truth (2018年) ※EP

## ビデオグラフィ

### ソロ
- Inside My Drums (2004年) ※教則DVD
- The Infallible Reason of my Freak Drumming (2010年) ※教則DVD
- Aquiles Priester's TOP 100 Drum Fills (2013年) - Daniel Piquê as Video Director.
- The PsychOctopus Play Along - 10 tracks of Hangar (2014年)
- Our Lives, 15 Years Later… Live in Studio! (2016年)
- All Access to Aquiles Priester's Drumming (2019年)

### ハンガー
- Live in Brusque/SC, Brazil (2016年)

## 教則本
- INSIDE MY PSYCHOBOOK (2007年)